# Об'єкт 659
Об'єкт 659 — радянська дослідна бойова машина піхоти. Розроблена в Кургані в конструкторському бюро Курганського машинобудівного заводу (у деяких джерелах помилково наводиться індекс «Об'єкт 609»). Серійно не вироблялася.

## Історія створення
На початку 1960-х років поряд з іншими проектами бойових машин піхоти в Конструкторському Бюро Курганського машинобудівного заводу був виконаний проект бойової машини піхоти під позначенням «Об'єкт 609». Однак проект у серію не пішов.

## Опис конструкції
Відповідно до проекту орієнтовна маса машини була 12~13 тонн. Складався із двох осіб: механік-водій та командир-оператор озброєння. Десант становив 22 людини.

### Броньовий корпус та башта
Корпус представляв зварну конструкцію, що складається з катаних броньових листів, товщина яких становила від 16 до 30 мм.

### Озброєння
Як основне озброєння передбачалося використовувати гладкоствольну 73-мм пускову установку 2А28 «Грім». Боєкомплект гармати повинен був становити від 38 до 40 пострілів.
Додатковим озброєнням був танковий варіант 7,62-мм кулемета Горюнова (СГМТ), боєкомплект становив 2000 патронів.

### Двигун та трансмісія
Як двигун повинен був використовуватися карбюраторний двигун ЗІЛ-375, що має потужність 140 к.с. Двигун дозволяв розвивати швидкість до 85 км/год на колісному ходу і до 40 км/ на гусеничному.

### Ходова частина
БМП мала колісне шасі, для підвищення прохідності було встановлено гусеничний пристрій.
Рух по воді здійснювався за допомогою перемотування гусениць.